# Richard Oakes
Richard Oakes (ur. 1 października 1976) – brytyjski gitarzysta rockowy. W roku 1994, mając zaledwie 17 lat dołączył do grupy Suede po tym, jak odszedł z niej poprzedni gitarzysta, Bernard Butler. Został przyjęty dzięki kasecie demo, którą wysłał poszukującemu nowego muzyka zespołowi. Jak dotąd razem z formacją nagrał sześć albumów.